# Chroesthes bracteata
Chroesthes bracteata är en akantusväxtart som först beskrevs av Imlay, och fick sitt nu gällande namn av B. Hansen. Chroesthes bracteata ingår i släktet Chroesthes och familjen akantusväxter. Inga underarter finns listade i Catalogue of Life.